# Arawacus linus
Arawacus linus är en fjärilsart som beskrevs av Fabricius 1777. Arawacus linus ingår i släktet Arawacus och familjen juvelvingar. Inga underarter finns listade i Catalogue of Life.